# 黄加文
黄加文（1968年9月—），男，江西九江人，汉族，中共党员，法学博士，教授，硕士生导师，曾任江西师范大学党委书记，现任江西中医药大学党委书记

## 生平
1990年江西师范大学毕业并留校工作，2001年任人事处副处长，2003年任党委组织部副部长，2004年至2009年任人事处处长、党委组织部副部长，2008年起兼任综合部门党总支书记。
2010年1月，任江西师范大学党委委员、副校长。
2014年9月至2020年5月，先后任江西省外事侨务办公室党组成员、副主任，江西省政协港澳台侨和外事委员会副主任，江西省政府外事办公室党组成员、副主任。
2020年6月，任江西省人力资源和社会保障厅党组成员、副厅长。
2022年9月，任江西师范大学党委书记。
2025年２月，调任江西中医药大学党委书记